# ボウイ債
ボウイ債（ボウイさい）とは、ロックミュージシャンのデヴィッド・ボウイが1997年に発行した債券（正確には資産担保証券（ABS））である。
1990年以前に録音された自らの楽曲（278曲、アルバム25枚）の著作権が生み出す利益と、将来ライブで稼ぐ金を担保にして発行した。
ムーディーズからA3の長期信用格付けを受け、アメリカの保険会社プルデンシャル・ファイナンシャルが一括して全ての債券（総額5,500万USドル）を買い取った。その後、音楽業界の不振により、ムーディーズは2004年5月、格付けをBaa3に下げている。
この後、ジェームス・ブラウンその他のミュージシャンが、同様の債券を発行した。これらの債券は、ボウイ債を手がけたデヴィッド・プルマンの名を採り「プルマン債」（Pullman Bonds）とも呼ばれる。知的財産権の証券化や、ポップミュージックや映画などのアート＆エンターテインメント産業の新たな資金調達方法の、先駆け（または象徴）となった。